# Bunn (Karolina Północna)
Bunn – miasto w Stanach Zjednoczonych, w stanie Karolina Północna, w hrabstwie Franklin.